# Kategorički imperativ
Kategorički imperativ je formulirao i identificirao njemački filozof Immanuel Kant (1724. – 1804.) kao najviši moralni princip. 
Moralno se djelovanje zasniva na samokontroli jer svaki čovjek već ima apriorni zakon koji nam naređuje kako da se ponašamo. Taj moralni zakon Kant naziva kategoričkim imperativom. Kant je dao više definicija kategoričkog imperativa a jedna od njih je: Radi tako da princip tvoga rada može postati princip rada svih drugih. Osim ove najopćenitije formulacije moralnog zakona, Kant navodi i sljedeće načelo: "Djeluj tako da tretiraš ljude, kako sebe tako i druge, uvijek kao cilj, a nikad kao sredstvo!". Time Kant naglašava dužnost poštovanja posebnog dostojanstva čovjeka kao razumnog i slobodnog bića. 
Po Kantu, moralna dobrota nekog ljudskog čina ne slijedi iz objekta, tj. ništa nije dobro samo po sebi. Uostalom, on smatra da mi ni ne možemo znati kakve su zapravo stvari same po sebi. Moralno dobro nekog čina zato po Kantu slijedi jedino iz dobre nakane. Sama nakana je pak, dobra jedino ako se radi iz dužnosti, tj. da bismo poštovali moralni zakon.  
Kant je formulirao kategorički imperativ u djelu Metafizika ćudoređa iz 1785. 